# Cuencamé kommun
Cuencamé är en kommun i Mexiko.   Den ligger i delstaten Durango, i den centrala delen av landet, 700 km nordväst om huvudstaden Mexico City. Antalet invånare är 33 664.
Följande samhällen finns i Cuencamé:
- Cuencamé
- Ramón Corona
- 12 de Diciembre
- Pueblo de Santiago
- Héroes de Chapultepec
- La Fe
- Vista Hermosa
- San Antonio de los García
- La Lagunilla
- Cerrito Colorado